# Villach
Villach (phát âm tiếng Đức: [ˈfɪlax] ⓘ; tiếng Slovene: Beljak, tiếng Ý: Villaco, tiếng Friuli: Vilac) là thành phố lớn thứ nhì ở bang Kärnten và lớn thứ bảy ở Áo, nằm ở miền nam nước Áo, tọa lạc bên sông Drau (tiếng Slovenia Drava) và là đầu mối giao thông quan trọng của Áo và toàn vùng Alpe-Adria.  Tính đến tháng 1 năm 2018, dân số là 61.887.
Cùng với các thành thị vùng Alps khác, Villach tham gia vào Hiệp hội thành thị vùng Alps của năm để thực hiện Công ước vùng Alps nhằm đạt được sự phát triển bền vững ở Vòng cung Alps. Năm 1997, Villach là thị trấn đầu tiên được trao giải Thành phố vùng Alps của năm.

## Địa lý

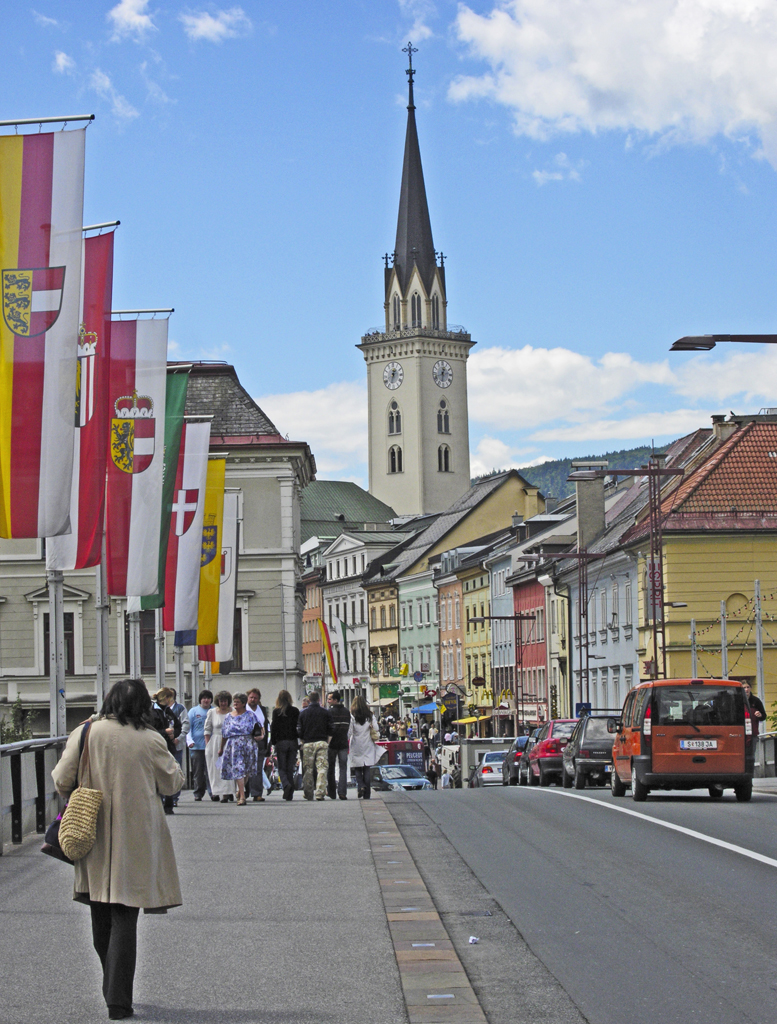
Gần trung tâm Villach

Thành phố tọa lạc phía tây Klagenfurt tại nơi hợp lưu của các con sông Drau và sông Gail, nằm trải dài từ sườn núi Gailtal thuộc dãy Alps (Núi Dobratsch) tới hồ Ossiach ở phía đông bắc.
Giới hạn thành phố Villach bao gồm các quận và làng sau:
| - Bogenfeld (tiếng Slovene: Vognje Polje) - Dobrova (Dobrova) - Drautschen (Dravče) - Drobollach am Faaker See (Drobolje ob Baškem jezeru) - Duel (Dole) - Egg am Faaker See (Brdo ob Baškem jezeru) - Goritschach (Goriče) - Graschitz (Krošče) - Gratschach (Grače pri Šentrupertu) - Greuth (Rute pri Beljaku) - Gritschach (Griče) - Großsattel (Sedlo) - Großvassach (Velike Laze pri Beljaku) - Heiligen Gestade - Heiligengeist (Sveti Duh) - Kleinsattel (Malo Sedlo) - Kleinvassach (Male Laze pri Beljaku) - Kratschach (Hrašče pri Mariji na Zilji) - Kumitz - Landskron (Vajškra) - Maria Gail (Marija na Zilji) - Mittewald ober dem Faaker See (Na Dobrovi) - Mittewald ob Villach - Neufellach (Nova Bela) - Neulandskron (Nova Vajškra) - Obere Fellach (Gornja Bela) - Oberfederaun (Gornji Vetrov) - Oberschütt (Rogaje pod Dobračem) - Oberwollanig | - Pogöriach (Pogorje) - Prossowitsch (Prosoviče) - Rennstein - Serai (Seraje) - St. Andrä - St. Georgen - St. Leonhard - St. Magdalen - St. Michael - St. Niklas an der Drau (Miklavž na Dravi) - St. Ruprecht - St. Ulrich - Tschinowitsch (Činoviče) - Turdanitsch (Trdaniče pri Mariji na Zilji) - Untere Fellach (Spodnja Bela) - Unterfederaun (Pod Vetrovom) - Unterschütt (Zabuče pri Brnci) - Unterwollanig - Urlaken - Villach-Auen (Log pri Beljaku) - Villach-Innere Stadt (Beljak - Mesto) - Villach-Lind (Beljak - Lipa) - Villach-Seebach-Wasenboden - Villach-St. Agathen und Perau - Villach-St. Martin - Villach-Völkendorf - Villach-Warmbad-Judendorf (Beljaške Toplice) - Weißenbach - Zauchen (Suha pri Vernberku) |

Năm 1905, một phần của thành phố St. Martin được hợp nhất. Năm 1973, thành phố được mở rộng hơn nữa thông qua sự hợp nhất với Landskron, Maria Gail và Fellach.

### Khí hậu
Villach có khí hậu lục địa ẩm với mùa hè mát mẻ (Köppen  Dfb ).
| Dữ liệu khí hậu của Villach 1971-2000    | Dữ liệu khí hậu của Villach 1971-2000 | Dữ liệu khí hậu của Villach 1971-2000 | Dữ liệu khí hậu của Villach 1971-2000 | Dữ liệu khí hậu của Villach 1971-2000 | Dữ liệu khí hậu của Villach 1971-2000 | Dữ liệu khí hậu của Villach 1971-2000 | Dữ liệu khí hậu của Villach 1971-2000 | Dữ liệu khí hậu của Villach 1971-2000 | Dữ liệu khí hậu của Villach 1971-2000 | Dữ liệu khí hậu của Villach 1971-2000 | Dữ liệu khí hậu của Villach 1971-2000 | Dữ liệu khí hậu của Villach 1971-2000 | Dữ liệu khí hậu của Villach 1971-2000 |
| Tháng                                    | 1                                     | 2                                     | 3                                     | 4                                     | 5                                     | 6                                     | 7                                     | 8                                     | 9                                     | 10                                    | 11                                    | 12                                    | Năm                                   |
| ---------------------------------------- | ------------------------------------- | ------------------------------------- | ------------------------------------- | ------------------------------------- | ------------------------------------- | ------------------------------------- | ------------------------------------- | ------------------------------------- | ------------------------------------- | ------------------------------------- | ------------------------------------- | ------------------------------------- | ------------------------------------- |
| Trung bình ngày tối đa °C (°F)           | 1.4 (34.5)                            | 5.2 (41.4)                            | 10.6 (51.1)                           | 14.9 (58.8)                           | 20.2 (68.4)                           | 23.4 (74.1)                           | 25.6 (78.1)                           | 25.2 (77.4)                           | 20.8 (69.4)                           | 14.5 (58.1)                           | 6.6 (43.9)                            | 1.8 (35.2)                            | 14.2 (57.6)                           |
| Trung bình ngày °C (°F)                  | −3.2 (26.2)                           | −0.6 (30.9)                           | 4.0 (39.2)                            | 8.3 (46.9)                            | 13.5 (56.3)                           | 16.7 (62.1)                           | 18.7 (65.7)                           | 18.3 (64.9)                           | 14.1 (57.4)                           | 8.5 (47.3)                            | 2.2 (36.0)                            | −2.1 (28.2)                           | 8.2 (46.8)                            |
| Tối thiểu trung bình ngày °C (°F)        | −6.4 (20.5)                           | −4.6 (23.7)                           | −0.8 (30.6)                           | 3.1 (37.6)                            | 7.9 (46.2)                            | 11.1 (52.0)                           | 12.9 (55.2)                           | 12.8 (55.0)                           | 9.2 (48.6)                            | 4.6 (40.3)                            | −0.7 (30.7)                           | −4.8 (23.4)                           | 3.7 (38.7)                            |
| Lượng Giáng thủy trung bình mm (inches)  | 46.8 (1.84)                           | 47.1 (1.85)                           | 65.5 (2.58)                           | 83.2 (3.28)                           | 96.1 (3.78)                           | 120.5 (4.74)                          | 133.7 (5.26)                          | 111.3 (4.38)                          | 102.3 (4.03)                          | 105.5 (4.15)                          | 102.2 (4.02)                          | 61.2 (2.41)                           | 1.075,4 (42.34)                       |
| Số ngày giáng thủy trung bình (≥ 1.0 mm) | 5.9                                   | 5.3                                   | 7.1                                   | 9.0                                   | 10.4                                  | 12.0                                  | 11.9                                  | 10.1                                  | 8.2                                   | 8.3                                   | 7.7                                   | 6.3                                   | 102.2                                 |
| Số giờ nắng trung bình tháng             | 84.4                                  | 120.3                                 | 160.6                                 | 167.7                                 | 208.4                                 | 214.3                                 | 245.2                                 | 227.2                                 | 190.3                                 | 142.0                                 | 85.9                                  | 73.2                                  | 1.919,5                               |
| Nguồn: Zamg.ac.at                        |                                       |                                       |                                       |                                       |                                       |                                       |                                       |                                       |                                       |                                       |                                       |                                       |                                       |

## Lịch sử

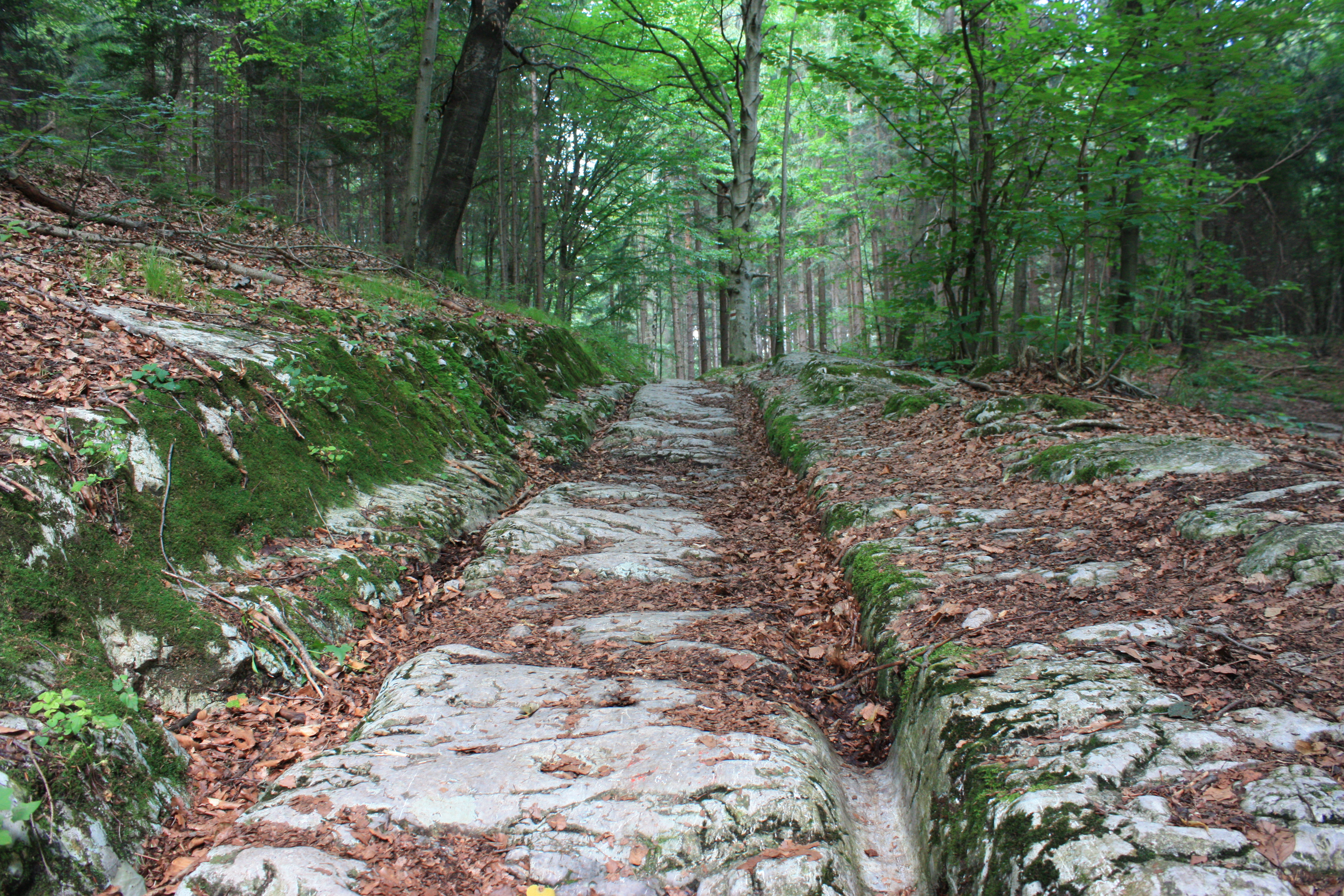
Con đường La Mã ở Warmbad

Những dấu vết con người lâu đời nhất được tìm thấy ở Villach có từ cuối thời kỳ đồ đá mới. Nhiều hiện vật La Mã đã được phát hiện trong thành phố và vùng phụ cận vì nó nằm gần một con đường La Mã quan trọng (ngày nay gọi là Römerweg) dẫn từ Ý đến tỉnh Noricum được thành lập vào năm 15 trước Công nguyên. Vào thời điểm đó, một mansio tên là Sanctium có lẽ nằm ở suối nước nóng ở khu Warmbad ngày nay, phía nam trung tâm thành phố. Sau Thời kỳ Di cư và sự định cư của người Slav ở Đông Alps khoảng năm 600 sau Công nguyên, khu vực này trở thành một phần của thân vương quốc Karantanija.
Khi khoảng năm 740, Vương công Boruth tranh thủ sự trợ giúp của Công tước Odilo xứ Bayern chống lại quân Avar xâm lược, ông đã phải chấp nhận quyền thống trị của Bavaria. Một văn bản quyên góp năm 878 được ban hành bởi người cai trị nhà Carolus là Karlmann xứ Bavaria, trong đó có đề cập đến một cây cầu (ad pontem Uillach) gần triều đình tại Treffen, ngày nay gọi là Villach. Năm 979, Hoàng đế Otto II phong cho Giám mục Albuin xứ Brixen trang viên Villach. Sau khi ông qua đời, Vua Heinrich II vào năm 1007 đã nhượng lại khu vực này cho Tòa Giám mục mới thành lập ở Bamberg. Các giám mục cũng nắm giữ các điền trang lân cận dọc theo tuyến đường quan trọng chiến lược đến Ý đến Pontafel, mà họ giữ lại cho đến năm 1759 trong khi các vùng đất của công tước Carinthian xung quanh được chuyển cho nhà Habsburg Áo vào năm 1335.
Villach nhận được quyền lập chợ vào năm 1060 mặc dù nó khônddujcocww xem là một thị trấn trong các văn bản cho đến khoảng năm 1240. Nhà thờ giáo xứ dành riêng cho Thánh James được ghi nhận lần đầu tiên vào năm 1136. Hoàng đế Friedrich II đã trao cho người dân quyền tổ chức hội chợ hàng năm vào ngày lễ 25 tháng 7 (Jakobitag) năm 1222. Trận động đất Friuli năm 1348 đã tàn phá nhiều khu vực rộng lớn của thị trấn, một trận động đất kinh hoàng khác xảy ra vào năm 1690. Ngoài ra, một số vụ cháy ở Villach cũng phá hủy nhiều tòa nhà. Thị trưởng được ghi nhận đầu tiên nhậm chức vào thế kỷ 16.
Từ năm 1526 trở đi, nhiều người dân ở đây đã chuyển sang đạo Tin lành và giáo xứ Villach trở thành trung tâm của đức tin mới trong các điền trang Carinthia, kéo theo các biện pháp phản Cải cách hà khắc của các nhà cai trị giáo hội. Từ khoảng năm 1600, nhiều cư dân buộc phải rời khỏi thị trấn, dẫn đến sự suy giảm kinh tế. Năm 1759, nữ hoàng Maria Theresia nhà Habsburg chính thức mua lại vùng lãnh thổ Bamberg ở Carinthia với giá một triệu gulden. Villach được hợp nhất vào "vùng đất thừa kế" của Chế độ quân chủ Habsburg và trở thành thủ phủ hành chính của quận Carinthia.
Trong Chiến tranh Napoléon, thành phố bị quân đội Pháp chiếm đóng và trở thành một phần của các Tỉnh Illyria một thời gian ngắn từ năm 1809 cho đến khi bị quân đội Đế quốc Áo tái chiếm vào năm 1813 và sáp nhập vào Vương quốc Illyria thuộc Áo vào năm 1816. Nền kinh tế của thành phố đã được thúc đẩy mạnh mẽ bởi  nhánh phía tây của tuyến Đường sắt phương Nam, nối với Villach vào năm 1864, giúp thị trấn tăng trưởng và mở rộng. Đến năm 1880, thị trấn có dân số 6.104 người. Trong Chiến tranh thế giới thứ nhất, Villach gần mặt trận Ý là nơi đóng quân của Bộ tư lệnh Tập đoàn quân số 10 của Lục quân Đế quốc Áo-Hung.
Thị trấn trở thành thành phố pháp định trong thời kỳ giữa các cuộc chiến tranh vào ngày 1 tháng 1 năm 1932. Sau Anschluss, Áo sáp nhập với Đức Quốc xã vào năm 1938, thị trưởng của Villach là Oskar Kraus, một người Đức Quốc xã nhiệt tình. Vào ngày 9 tháng 11 năm 1938, Villach là một địa điểm diễn ra các cuộc hành quyết người Do Thái Kristallnacht trên toàn quốc. Một đài tưởng niệm cho cuộc xung đột biên giới năm 1919 dẫn đến Trưng cầu dân ý Carinthia đã gây ra tranh cãi khi nó được khánh thành vào năm 2002 vì Kraus, người không đặc biệt nổi bật trong cuộc xung đột là người duy nhất được nêu tên.
Trong Thế chiến II, các lực lượng đồng minh đã ném bom Villach 37 lần. Khoảng 42.500 quả bom đã giết chết 300 người và làm hư hại 85% tòa nhà. Tuy nhiên, thành phố nhanh chóng phục hồi sau đó. Ngày nay, Villach là một thành phố nhộn nhịp về thương mại và giải trí nhưng nó vẫn giữ được nền tảng lịch sử của mình.

## Chính trị

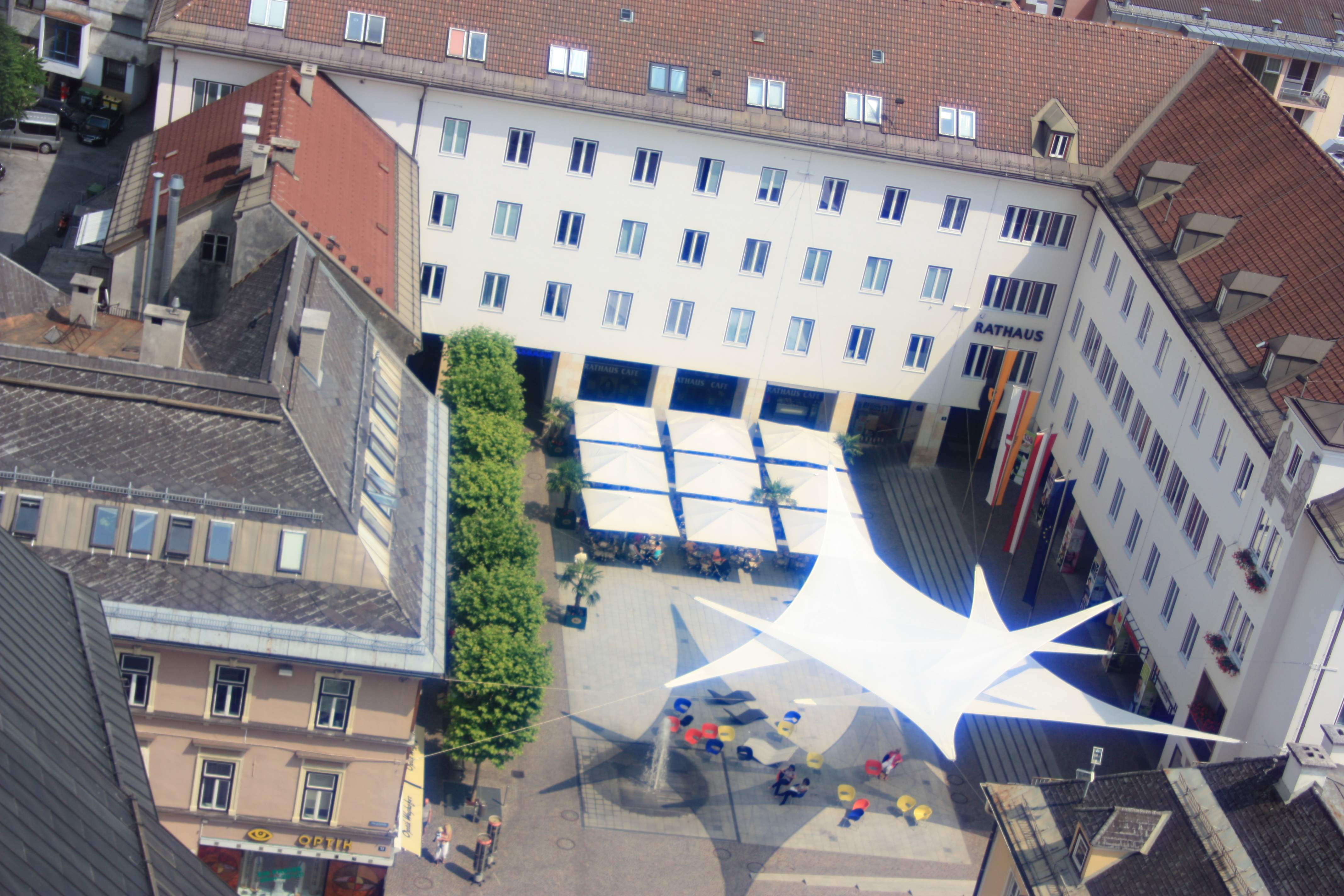
Tòa thị chính

### Hội đồng thành phố
Hội đồng thành phố ( Gemeinderat ) có 45 thành viên với thị trưởng là chủ tịch Hội đồng và sau cuộc bầu cử năm 2015:
- Đảng Dân chủ Xã hội Áo (SPÖ): 23 ghế
- Đảng Nhân dân Áo (ÖVP): 10 ghế
- Đảng Xanh Áo: 3 ghế
- Đảng Tự do Áo (FPÖ): 7 ghế
- Verantwortung Erde: 1 ghế
- NEOS: 1 ghế

### Chính quyền thành phố
Chính quyền thành phố Villach (Stadtsenat) bao gồm bảy thành viên. Nó được chủ trì bởi thị trưởng, người được bầu trực tiếp bởi người dân. Các thành viên khác - hai phó thị trưởng và bốn ủy viên hội đồng thị trấn - được bổ nhiệm bởi hội đồng thành phố với các đảng phái tùy theo kết quả bầu cử.
- Thị trưởng  Günther Albel, SPÖ
- Phó thị trưởng thứ nhất  Mag. Tiến sĩ Petra Oberrauner, SPÖ
- Phó thị trưởng thứ hai  Mag. Gerda Sandriesser, SPÖ
- Ủy viên Hội đồng  Mag. Peter F. Weidinger, ÖVP
- Ủy viên hội đồng  Erwin Baumann, FPÖ
- Ủy viên hội đồng  Mag. Harald Sobe, SPÖ
- Ủy viên hội đồng  Katharina Spanring, ÖVP

Trong cuộc bầu cử tháng 3 năm 2015, Günther Albel được bầu với 55,46% số phiếu bầu.

## Lễ hội
Có một số lễ hội trong năm:
- Lễ hội hóa trang Villach (bắt đầu vào ngày 11 tháng 11 và kết thúc vào ngày 4 tháng 3)
- Lễ hội thủ công mỹ nghệ (với hàng tự sản xuất)
- Villacher Fasching  hay  Mardi Gras
- Lễ hội nghệ thuật đường phố (biểu diễn của các nghệ sĩ và ca sĩ)
- "" Villacher Kirchtag "" (lễ hội kéo dài cả tuần trong mùa hè và kết thúc vào thứ Bảy đầu tiên của tháng Tám.)
- Biểu diễn trên sân khấu nổi trên  Sông Drau

## Thành phố kết nghĩa
- Bamberg (Đức)
- Udine (Italia)
- Suresnes (Pháp)
- Springfield, Illinois (Mỹ)

## Công dân nổi tiếng

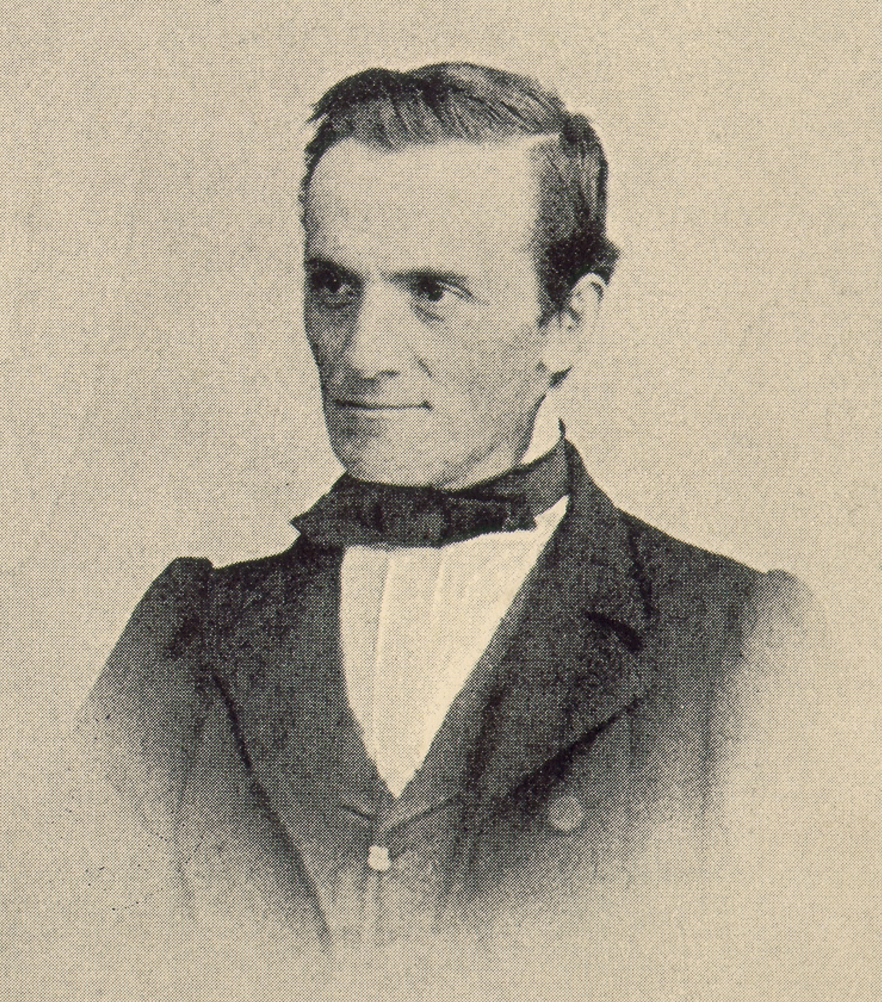
Anton Janežič

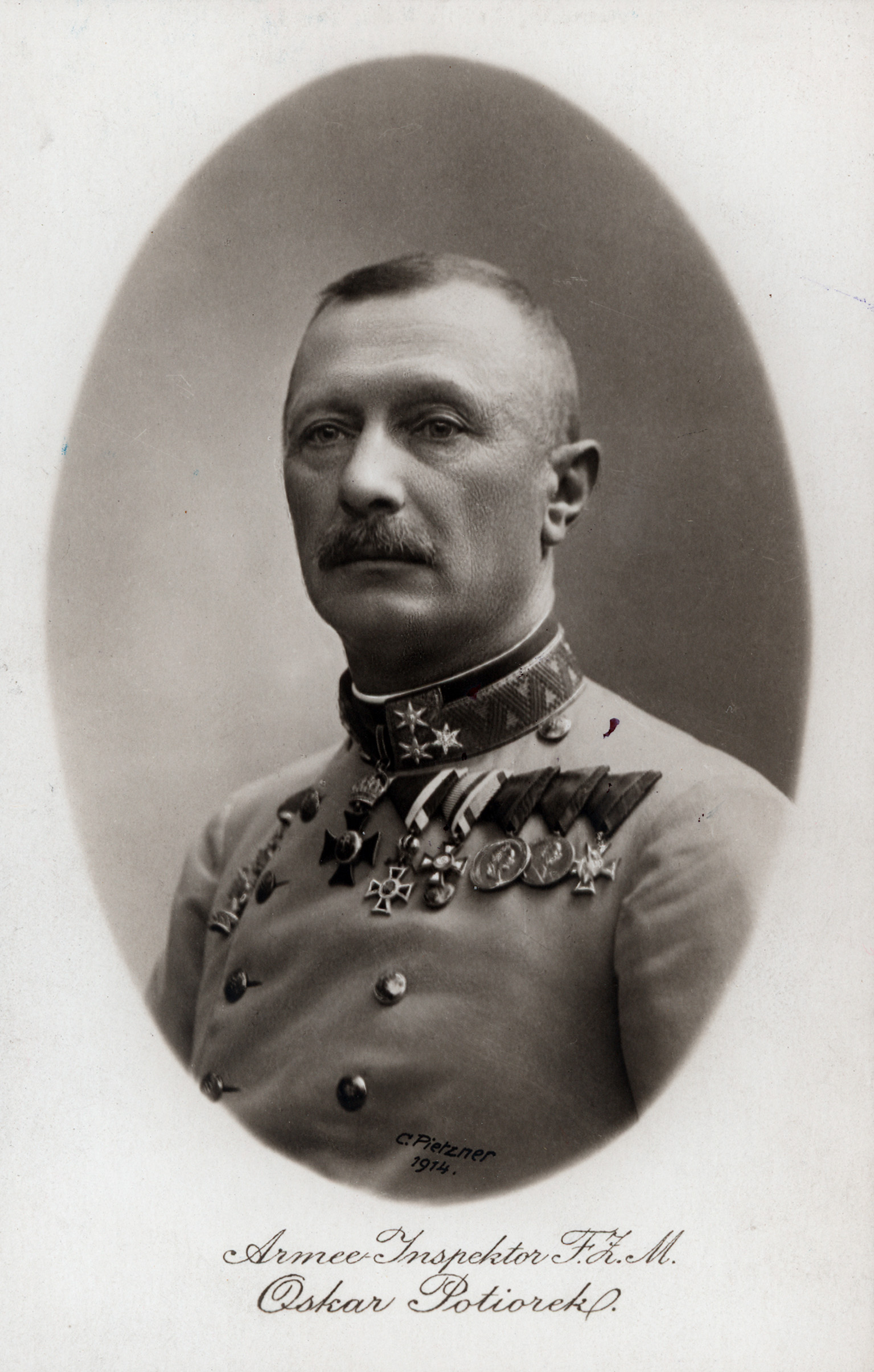
Oskar Potiorek

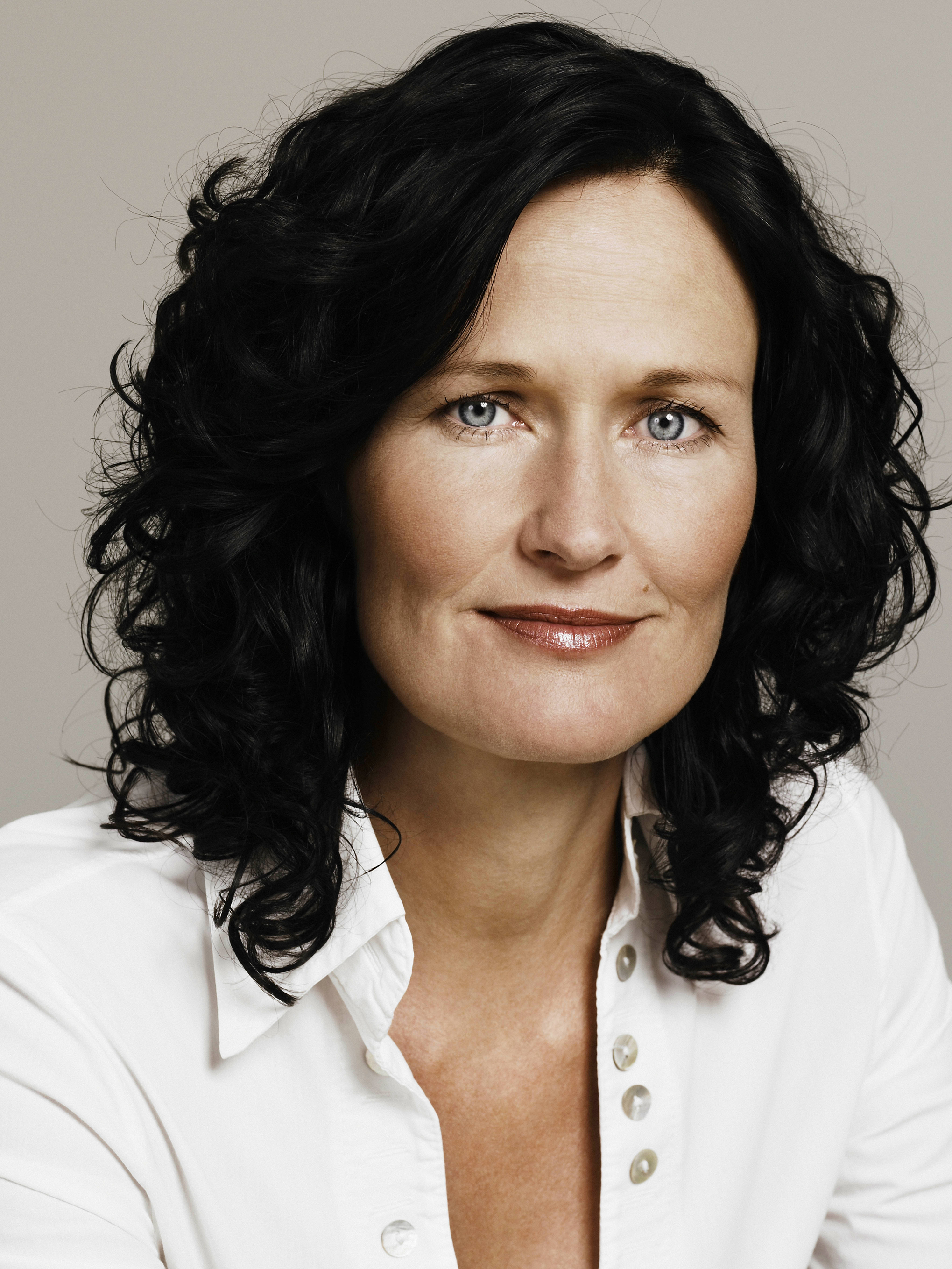
Eva Glawischnig

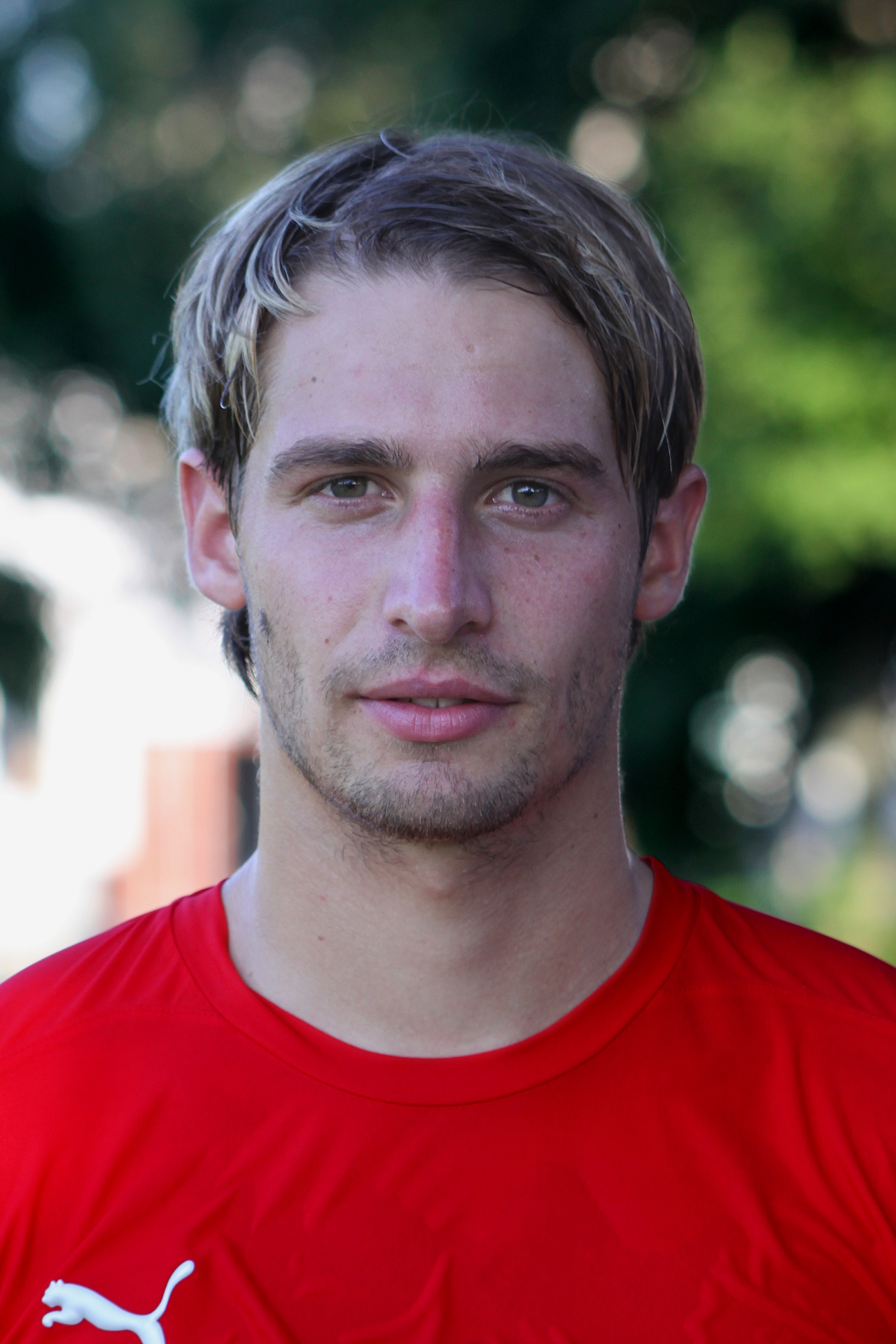
Marc Sand

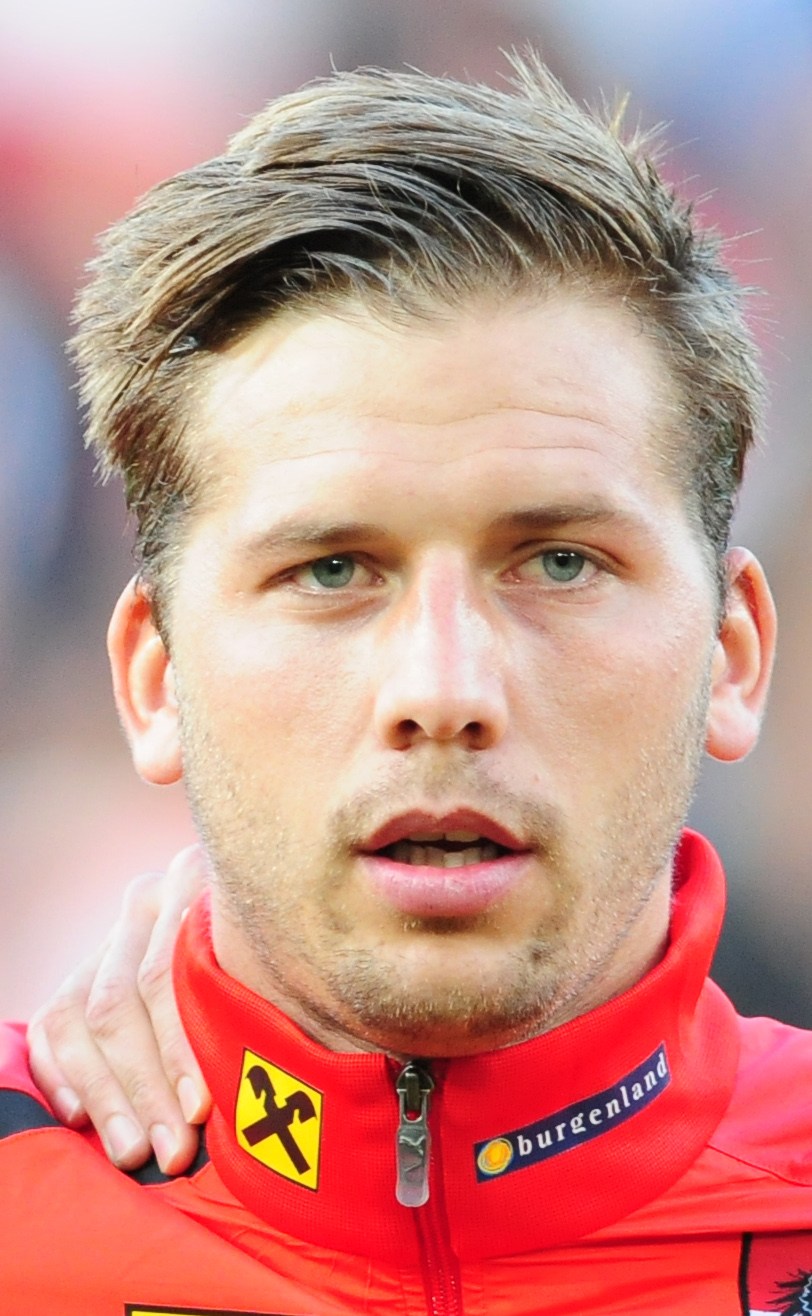
Guido Burgstaller

- Anton Janežič, (1828 tại St. Jakob im Rosental - 1869) nhà ngôn ngữ học, ngữ văn học, tác giả và sử gia văn học người Slovene Carinthia.
- Oskar Potiorek (1853 tại Bad Bleiberg - 1933) sĩ quan Lục quân đế quốc Áo-Hung, Thống đốc Bosna và Hercegovina ở Sarajevo từ năm 1911 đến năm 1914, khi Đại Công tước Franz Ferdinand của Áo bị ám sát ở đó
- Anton Ghon (1866 tại Villach - 1936) nhà nghiên cứu bệnhlý học người Áo với ổ bệnh Ghon và phức hợp Ghon
- Hans Kurath (1891 tại Villach - 1992) Nhà ngôn ngữ học người Mỹ gốc Áo, di cư đến Mỹ năm 1907
- Carl-Heinz Birnbacher (1910 tại Villach - 1991) Sĩ quan hải quân người Đức gốc Áo, Phó đô đốc Hải quân Đức
- Albert Bach (1910 tại Treffen - 2003) quân nhân Áo, Generalmajor (tương đương Thiếu tướng) và vận động viên trượt tuyết, thi đấu tại Thế vận hội Mùa đông 1936.
- Hubert Petschnigg (1913 - 1997) Kiến trúc sư người Áo, sinh ra ở Klagenfurt, học ở Villach.
- Heidemarie Hatheyer (1918 tại Villach - 1990) Nữ diễn viên điện ảnh người Áo, xuất hiện trong 43 bộ phim từ năm 1938 đến năm 1988
- Paul Watzlawick (1921 tại Villach - 2007) Nhà trị liệu, nhà tâm lý học, nhà lý thuyết truyền thông và nhà triết học người Mỹ gốc Áo.
- Kurt Diemberger (sinh năm 1932), vận động viên leo núi và nhà văn
- Bruno Gironcoli (1936 tại Villach - 2010) Nghệ sĩ hiện đại người Áo
- Heidelinde Weis (sinh năm 1940) Nữ diễn viên người Áo
- Hermann Knoflacher (sinh năm 1940 tại Villach) kỹ sư dân dụng người Áo.
- Peter Brabeck-Letmathe (sinh năm 1944 tại Villach), cựu CEO của tập đoàn Nestlé
- George Zebrowski (sinh năm 1945 tại Villach) nhà văn và biên tập viên khoa học viễn tưởng người Mỹ
- Zoltan J. Acs (sinh năm 1947 tại Villach) Nhà kinh tế học người Mỹ và Giáo sư Quản lý tại Trường Kinh tế và Khoa học Chính trị Luân Đôn
- Felix Tretter (sinh năm 1949 tại Villach) nhà tâm lý học, bác sĩ tâm thần và điều khiển học người Áo
- Werner Kofler (1947 tại Villach - 2011) Tiểu thuyết gia chủ nghĩa hậu hiện đại người Áo
- Gerald Kargl (sinh năm 1953 tại Villach) Đạo diễn điện ảnh người Áo nổi tiếng nhất với việc đạo diễn bộ phim Angst (1983)
- Wolfgang Ilgenfritz (1957 tại Villach - 2013) Chính trị gia người Áo và là Thành viên Nghị viện Châu Âu không thuộc tổ chức chính trị nào nổi tiếng
- Gernot Rumpold (sinh năm 1957 tại Villach) chính trị gia người Áo, cộng sự của Jörg Haider
- Peter Löscher (sinh năm 1957 tại Villach) Doanh nhân người Áo của Merck & Co, hiện là Giám đốc điều hành của Siemens từ năm 2007
- Michael Martin Kofler (sinh năm 1966), nghệ sĩ thổi sáo cổ điển
- Eva Glawischnig-Piesczek (sinh năm 1969 tại Villach) chính trị gia người Áo của Đảng Xanh Áo
- Florian Hufsky (1986 tại Villach - 2009) Nghệ sĩ truyền thông mới người Áo, thành viên hội đồng quản trị Đảng Cướp biển Áo
- Valentin Oman (sinh năm 1935), nghệ sĩ thị giác

### Thể thao
- Alex Antonitsch, vận động viên tennis. Antonitsch đã giành được một danh hiệu đơn và bốn danh hiệu đôi trong sự nghiệp của mình. Người thuận tay phải đạt thứ hạng ATP đơn cao nhất tính đến ngày 9 tháng 7 năm 1990, khi anh xếp hạng thứ 40 thế giới.
- Ernst Melchior (1920 tại Villach - 1978) Cầu thủ bóng đá người Áo của đội Austria Wien, FC Rouen và FC Nantes
- Hanns Brandstätter (sinh năm 1949 tại Villach) vận động viên đua xe người Áo. Anh đã thi đấu tại Thế vận hội Mùa hè 1972/76 và 84.
- Johann "Hans" Lindner (sinh năm 1959 tại Tragail) vận động viên ném búa Thế vận hội Mùa hè 1984 và vận động viên trượt băng trong Thế vận hội Mùa đông 1984
- Alfred Groyer (sinh năm 1959) Cựu vận động viên trượt tuyết nhảy xa người Áo đã thi đấu từ năm 1978 đến năm 1984 và tham gia Thế vận hội Mùa đông 1980
- Bärbel Jungmeier (sinh năm 1975 tại Villach) vận động viên đua xe đạp đường trường và xe đạp địa hình đã tranh tài trong Thế vận hội Mùa hè 2004
- Gerhard Unterluggauer (sinh năm 1976 tại Villach) Cựu vận động viên bảo vệ khúc côn cầu trên băng chuyên nghiệp người Áo
- Roland Kollmann (sinh năm 1976 tại Villach) đã nghỉ hưu bóng đá Áo vì Grazer AK
- Daniel Mesotitsch (sinh năm 1976 tại Villach) vận động viên Hai môn phối hợp người Áo
- Friedrich Pinter (sinh năm 1978 tại Villach) cựu vận động viên Hai môn phối hợp người Áo
- Martin Koch (sinh năm 1982 tại Villach) cựu vận động viên trượt tuyết nhảy xa người Áo
- Michael Grabner, (sinh năm 1987 tại Villach) vận động viên khúc côn cầu trên băng chuyên nghiệp người Áo cho New York Rangers của National Hockey League
- Marc Sand (sinh năm 1988 tại Rosegg) Cầu thủ bóng đá người Áo, đang chơi cho SK Austria Klagenfurt
- Michael Raffl (sinh năm 1988 tại Villach) Cầu thủ chạy cánh trái khúc côn cầu trên băng chuyên nghiệp người Áo cho Philadelphia Flyers của National Hockey League
- Guido Burgstaller (sinh năm 1989 tại Villach) Cầu thủ bóng đá chuyên nghiệp người Áo chơi ở vị trí tiền đạo cho FC Schalke 04
- Anna Gasser (sinh năm 1991 tại Villach) vận động viên trượt ván trên tuyết người Áo, huy chương vàng Olympic trong Big Air
- Marco Schwarz (sinh năm 1995 ở Villach) Tay đua trượt tuyết đổ đèo World Cup người Áo

## Hình ảnh

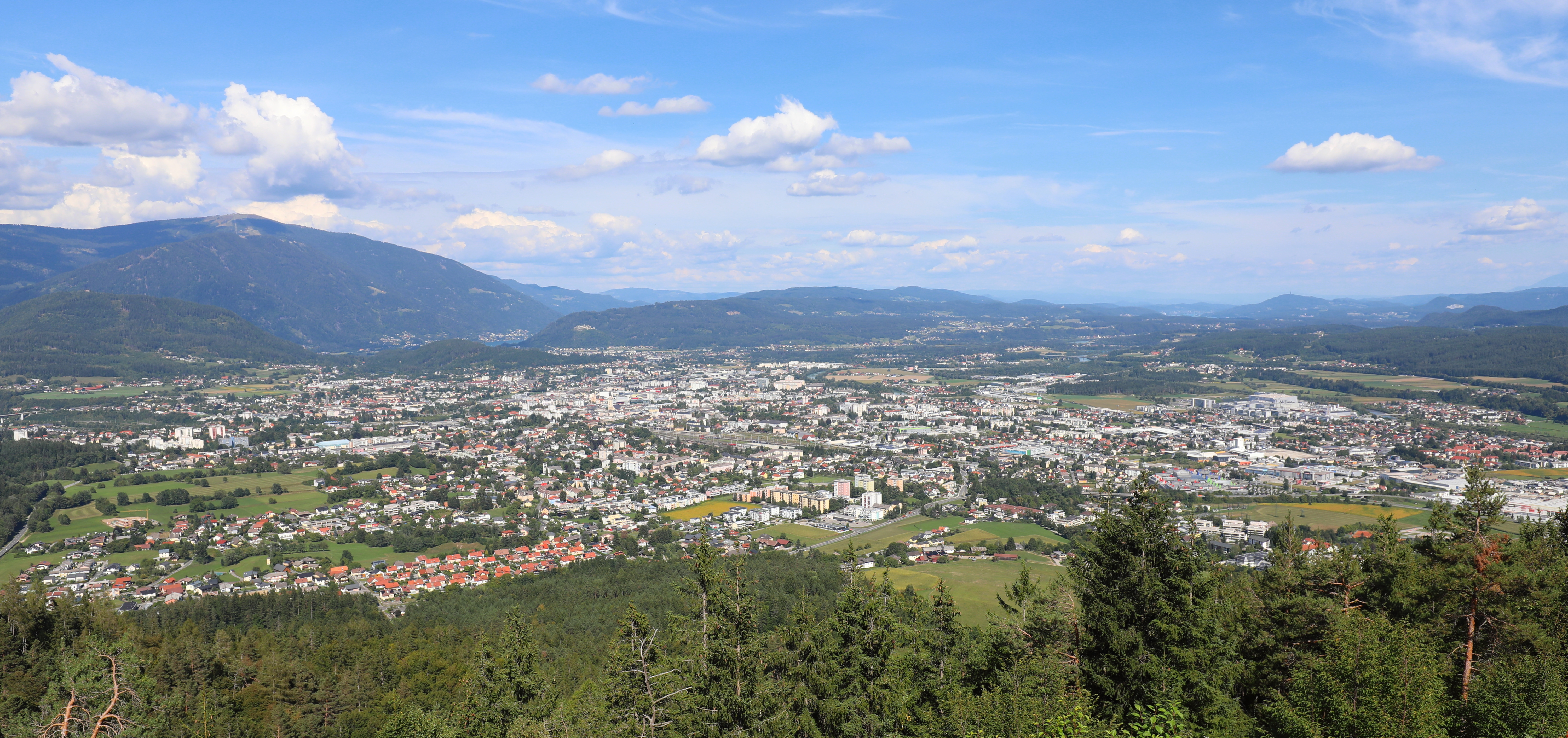
Villach từ Alpenstraße (Oct. 2005)
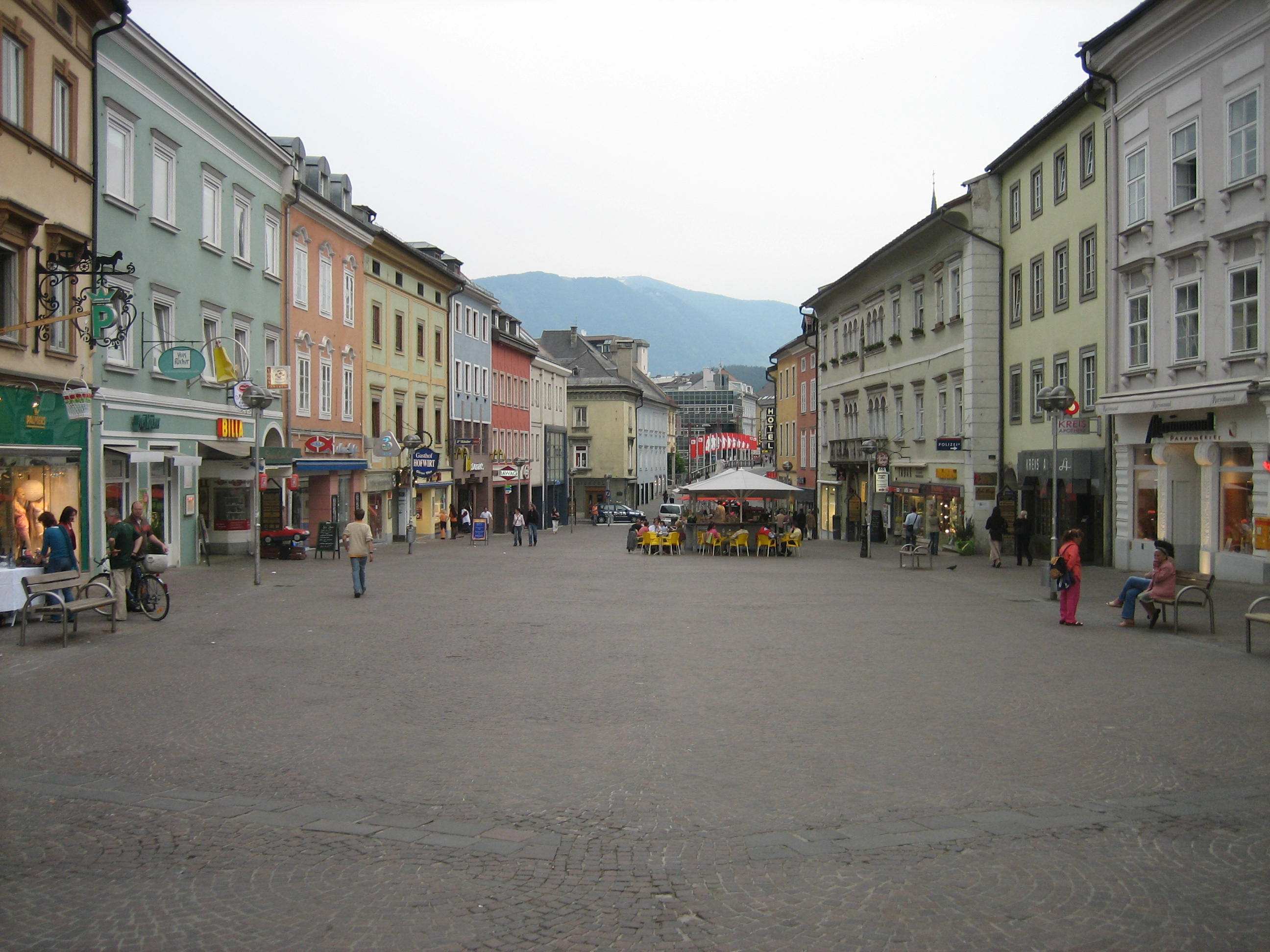
Quảng trường chính
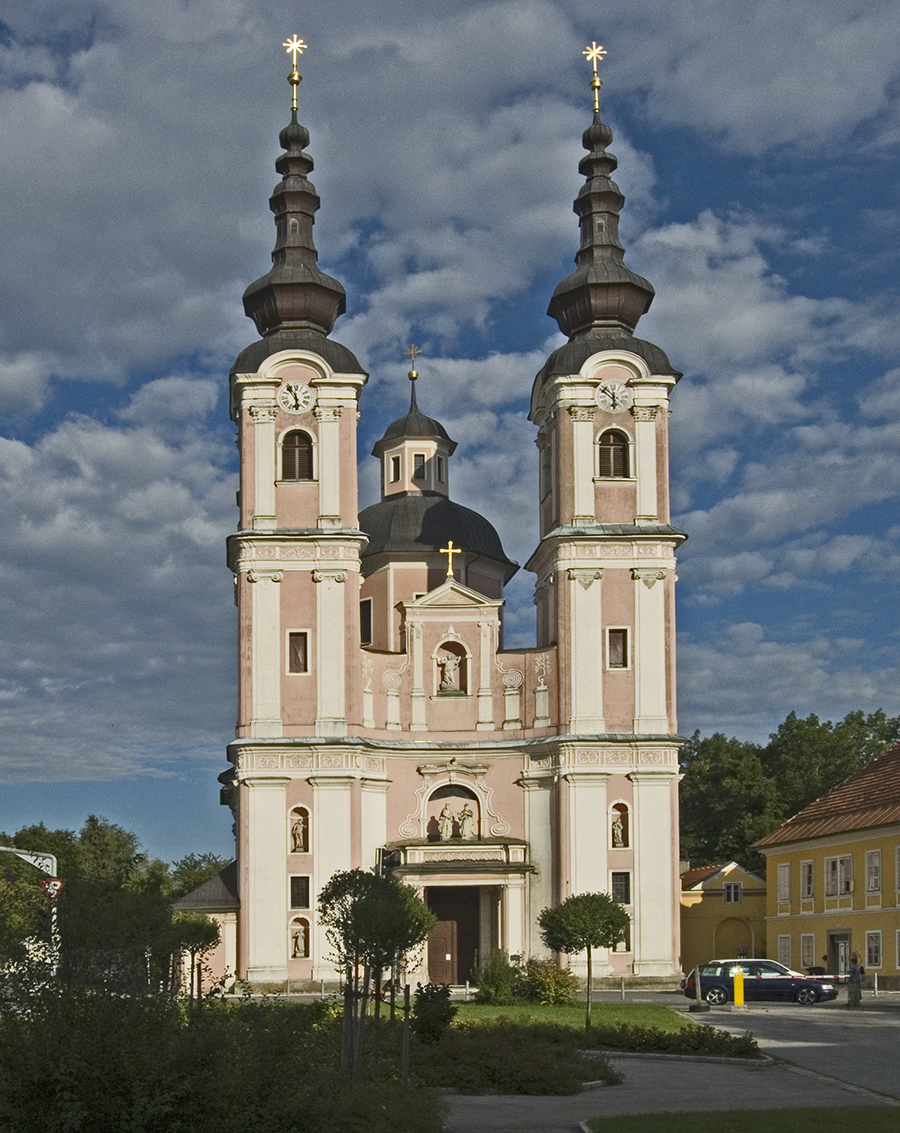
Nhà thờ Santa Croce
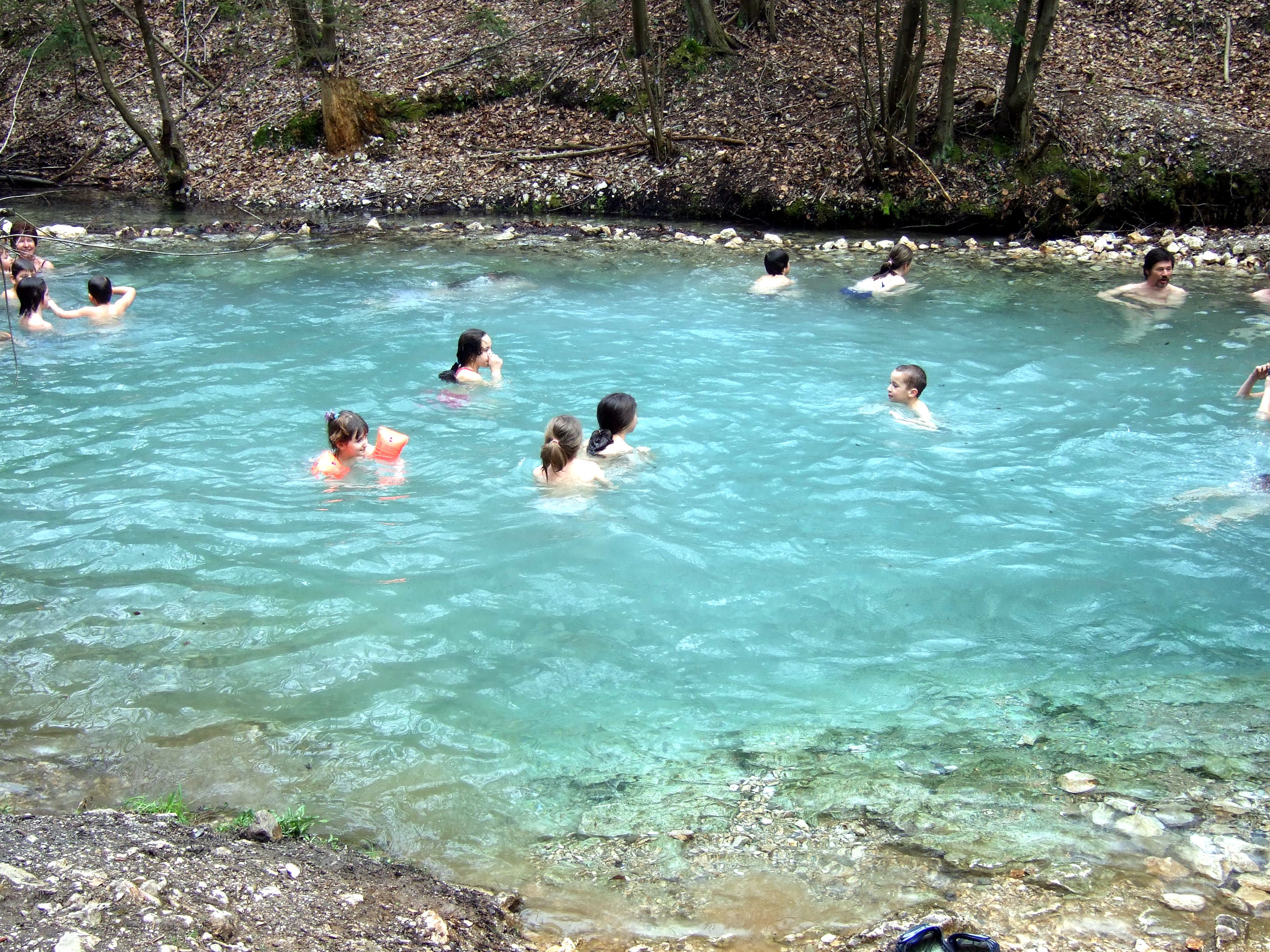
Maibachl